# 오우즈 체틴
아흐메트 오우즈 체틴(튀르키예어: Ahmet Oğuz Çetin, 1963년 2월 15일 ~ )은 튀르키예의 전직 축구 선수이자 축구 감독으로 포지션은 윙어였다. UEFA 유로 1996 대회에서 튀르키예 대표팀의 주장으로 출전했었다.